# Nikola Janović
Nikola Janović (Kotor, 22. ožujka 1980.), crnogorski je vaterpolist. Standardni je igrač crnogorske vaterpolo reprezetacije. U sezoni 2015./16. igrao je za hercegnovski Jadran. Igračku karijeru završio je neposredno nakon Europskog prvenstva u Beogradu u siječnju 2016. godine, na kojem je osvojio srebro.
Tijekom karijere je nastupao za Primorac (1994. – 1998.), Crvenu zvezdu (1998. – 2000.), Bečej (2000. – 2001.), kotorski Primorac (2001. – 2004.), Jadran iz Herceg Novog (2004. – 2006.), CN Posillipo (2006. – 2009.), hercegnovski Jadran (2009. – 2011.), a od 2011. do 2015. godine bio je igrač dubrovačkog Juga. Do 2006.godine i osamostaljenja Crne Gore nastupao je za reprezentaciju Srbije i Crne Gore s kojom je osvojio  Svjetsko prvenstvo u Montrealu 2005. godine te Eurposko vaterpolsko prvenstvo u Budimpešti 2001. godine.